# Bé Wieringa
Berend (Bé) Wieringa (Delfzijl, 1951) is een Nederlandse celbioloog en emeritus hoogleraar aan de Radboud Universiteit Nijmegen.
Wieringa groeide op in de provincie Groningen en behaalde daar zijn HBS-diploma. Hij studeerde Scheikunde (Biochemie) aan de Universiteit van Groningen en behaalde zijn doctorandusbul (cum laude) in 1976. Aan dezelfde universiteit promoveerde hij in 1980 summa cum laude bij Prof. M. Gruber op het proefschrift getiteld Genes and mRNAs of Yolk Proteins over de steroïdafhankelijke regulatie van genexpressie in een kippenei.
Na een postdoc-periode aan de ETH in Zürich (Zwitserland) kwam Wieringa in 1984 naar Nijmegen, waar hij tot 1990 werkte als universitair hoofddocent en groepsleider van de Recombinant DNA Research Groep binnen de afdeling Antropogenetica. In 1990 werd hij benoemd tot hoogleraar op de kernleerstoel Celbiologie en Histologie (nu Celbiologie) en hoofd van de afdeling Celbiologie. Wieringa was in deze functie een van de initiatiefnemers voor de oprichting van het Nijmegen Centre for Molecular Life Sciences (NCMLS), later omgedoopt tot Radboud Insitute for Molecular Life Sciences.
De groep van Wieringa behoorde tot een van de drie groepen die begin jaren negentig van de 20ste eeuw de (CTG)n repeat expansie als onderliggende mutatie van myotone dystrofie ontdekten.

Als promoter heeft Wieringa meer dan 40 jonge onderzoekers begeleid bij hun promotieonderzoek. Zeker vijf daarvan zijn ondertussen ook werkzaam als hoogleraar:
- Han Brunner (Radboudumc, Nijmegen),
- Bert Smeets (Maastricht UMC+),
- Jan van Deursen (Mayo Clinic, Rochester MN),
- Edwin Cuppen (UMC Utrecht),
- Frans Cremers (Radboudumc, Nijmegen).